# Shoveliteratura
Shoveliteratura is een geslacht van rechtvleugeligen uit de familie sabelsprinkhanen (Tettigoniidae). De wetenschappelijke naam van dit geslacht is voor het eerst geldig gepubliceerd in 2011 door Shi, Bian & Chang.

## Soorten
Het geslacht Shoveliteratura  is monotypisch en omvat slechts de volgende soort:
- Shoveliteratura triangula (Shi, Bian & Chang, 2011)